# Sérénade (film, 1921)
Cet article concerne le film de Raoul Walsh. Pour le film de Jean Boyer, voir Sérénade.
Pour les articles homonymes, voir Sérénade.
Pour plus de détails, voir Fiche technique et Distribution.
Sérénade (Serenade) est un film américain réalisé par Raoul Walsh, sorti en 1921.

## Synopsis
María et son fiancé Pancho, fils du gouverneur, vivent dans la ville espagnole de Magdalena. La ville est prise par des brigands sous la conduite du capitaine Ramírez, le gouverneur est remplacé par Don Domingo Maticas. Ramón, son fils, s'éprend de María, elle le repousse, alors même que sa propre mère serait favorable à cette union. Les deux jeunes hommes se battent en duel et Ramón est sérieusement blessé. María promet de l'épouser s'il épargne Pancho, mais Ramón rompt cette promesse et fait arrêter Pancho. Une contre-révolution éclate au cours de laquelle Pancho s'évade et part à la recherche de Ramón. Il le désarme lors d'un duel mais lui laisse la vie sauve. Ému par la générosité de son rival, Ramón aide Pancho et María à se mettre à l'abri, mais il est lui-même tué. 

## Fiche technique
- Titre : Sérénade
- Titre original : Serenade
- Réalisation : Raoul Walsh
- Scénario : James T. O'Donohue, d'après la nouvelle María del Carmen de Josep Feliú i Codina
- Direction artistique : William Cameron Menzies
- Photographie : George Peters
- Production : Raoul Walsh
- Société de production : R. A. Walsh Productions
- Société de distribution : Associated First National Pictures
- Pays d'origine :  États-Unis
- Langue originale : anglais
- Format : noir et blanc — 35 mm — 1,37:1 — Film muet
- Genre : drame
- Durée : 70 minutes
- Date de sortie :
  - États-Unis : août 1921
- Licence : Domaine public

## Distribution
- Miriam Cooper : María del Carmen
- George Walsh : Pancho
- Rosita Marstini : la mère de María
- James A. Marcus : Pepuso
- Josef Swickard : Domingo Maticas
- Bertram Grassby : Ramón Maticas
- Noble Johnson : le capitaine Ramírez
- Adelbert Knott : Don Fulgencio
- Eagle Eye : Juan
- Ardita Milano : la danseuse
- Peter Venzuela : Pedro
- John Eberts : le secrétaire
- Tom Kennedy : Zambrano